# Geografisk Samfund Ø
Geografisk Samfund Ø er en ø i det nordøstlige Grønland med et areal på 1,717 km². Mod nord ligger Ymer, og mod syd ligger Traill Ø. Mod vest, på den modsatte bred af Kong Oscars Fjord, ligger Ella Ø.
Øen er bjergrig med Svedenborg Fjeld på 1,730 m som det højeste punkt.

## Geologi
Det er en klippeø. Fra vest til øst er klipperne overvejende sandsten fra devon, kultid og kridttid, med nogle mindre områder af trias og jura sandsten.